# Борила, Винс
Винсент Джозеф «Винс» Борила (англ. Vincent Joseph "Vince" Boryla; 11 марта 1927, Ист-Чикаго, Индиана, США — 27 марта 2016, Денвер, Колорадо, США) — американский профессиональный баскетболист, тренер и менеджер, выступавший в Национальной баскетбольной ассоциации за клуб «Нью-Йорк Никс». Его прозвище было «Лось». Он играл в баскетбол в Университете Нотр-Дам и Университете Денвера. Борила был в составе сборной США, завоевавшей золотую медаль на летних Олимпийских играх 1948 года в Лондоне.
Борила был занесен в Зал баскетбольной славы Индианы, а в 1984 году — в Национальный польско-американский зал славы.

## Карьера игрока
Играл на позиции лёгкого форварда. Учился в Университете Нотр-Дам и Университете Денвера, в 1949 году на драфте БАА не участвовал, однако вскоре заключил контракт с командой «Нью-Йорк Никс», за которую провёл всю свою спортивную карьеру. Всего в НБА провёл 5 сезонов. Один раз принимал участие в матче всех звёзд НБА (1951). В 1949 году включался в 1-ю всеамериканскую сборную NCAA. Всего за карьеру в НБА сыграл 285 игр, в которых набрал 3187 очков (в среднем 11,2 за игру), сделал 831 подбор и 610 передач.
В 1948 году Борила стал в составе сборной США олимпийским чемпионом Летних Олимпийских игр в Лондоне.

## Карьера тренера и менеджера
После завершения профессиональной карьеры игрока Борила на протяжении двух с лишним сезонов работал главным тренером в родной команде «Нью-Йорк Никс» (1956—1958), но ни разу не выводил свою команду в плей-офф. По окончании тренерской карьеры работал на должности генерального менеджера в клубах «Денвер Ларкс / Наггетс» (АБА), «Юта Старз» (АБА) и «Денвер Наггетс» (НБА). В 1985 году Борила стал менеджером года НБА в составе «Наггетс».

## Смерть
Борила умер в Денвере, штат Колорадо, 27 марта 2016 года от осложнений пневмонии в возрасте 89 лет.

## Статистика

### Статистика в НБА
| Сезон                                                                                    | Команда  | Регулярный сезон | Регулярный сезон | Регулярный сезон | Регулярный сезон | Регулярный сезон | Регулярный сезон | Регулярный сезон | Регулярный сезон | Регулярный сезон | Регулярный сезон | Регулярный сезон | Серия плей-офф | Серия плей-офф | Серия плей-офф | Серия плей-офф | Серия плей-офф | Серия плей-офф | Серия плей-офф | Серия плей-офф | Серия плей-офф | Серия плей-офф | Серия плей-офф |
| Сезон                                                                                    | Команда  | GP               | GS               | MPG              | FG%              | 3P%              | FT%              | RPG              | APG              | SPG              | BPG              | PPG              | GP             | GS             | MPG            | FG%            | 3P%            | FT%            | RPG            | APG            | SPG            | BPG            | PPG            |
| ---------------------------------------------------------------------------------------- | -------- | ---------------- | ---------------- | ---------------- | ---------------- | ---------------- | ---------------- | ---------------- | ---------------- | ---------------- | ---------------- | ---------------- | -------------- | -------------- | -------------- | -------------- | -------------- | -------------- | -------------- | -------------- | -------------- | -------------- | -------------- |
| 1949/50                                                                                  | Нью-Йорк | 59               |                  |                  | 34,0             |                  | 76,4             | 0,0              | 1,6              |                  |                  | 10,4             | 5              |                |                | 44,2           |                | 90,6           | 0,0            | 1,4            |                |                | 15,0           |
| 1950/51                                                                                  | Нью-Йорк | 66               |                  |                  | 40,6             |                  | 83,7             | 3,8              | 2,8              |                  |                  | 14,9             | 14             |                |                | 43,0           |                | 91,1           | 3,7            | 2,6            |                |                | 15,5           |
| 1951/52                                                                                  | Нью-Йорк | 42               |                  | 34,3             | 38,7             |                  | 83,5             | 5,2              | 2,1              |                  |                  | 11,9             | Не участвовал  | Не участвовал  | Не участвовал  | Не участвовал  | Не участвовал  | Не участвовал  | Не участвовал  | Не участвовал  | Не участвовал  | Не участвовал  | Не участвовал  |
| 1952/53                                                                                  | Нью-Йорк | 66               |                  | 33,3             | 37,0             |                  | 82,1             | 3,5              | 2,5              |                  |                  | 10,2             | 11             |                | 36,1           | 37,9           |                | 85,3           | 3,2            | 1,8            |                |                | 10,6           |
| 1953/54                                                                                  | Нью-Йорк | 52               |                  | 29,3             | 33,3             |                  | 86,4             | 2,5              | 1,5              |                  |                  | 8,1              | 3              |                | 22,0           | 57,1           |                | 84,6           | 0,7            | 0,3            |                |                | 9,0            |
|                                                                                          | Всего    | 285              |                  | 32,3             | 37,1             |                  | 81,6             | 2,9              | 2,1              |                  |                  | 11,2             | 33             |                | 33,1           | 42,1           |                | 88,9           | 2,7            | 2,0            |                |                | 13,2           |
| Наведите курсор мыши на аббревиатуры в заголовке таблицы, чтобы прочесть их расшифровку. |          |                  |                  |                  |                  |                  |                  |                  |                  |                  |                  |                  |                |                |                |                |                |                |                |                |                |                |                |